# Forever Young
«Forever Young» — пісня німецької групи Alphaville з їхнього дебютного студійного альбому. Даний сингл був популярний в центральній Європі, особливо в німецькомовних країнах, а також отримав неоднозначну відомість в Скандинавії в рік випуску.

## Чарти
| Чарт (1984–1985)                                           | Найвища позиція |
| ---------------------------------------------------------- | --------------- |
| Australia (Kent Music Report)                              | 47              |
| Бельгія (Ultratop Flanders)                                | 22              |
| Canada Top Singles (RPM)                                   | 62              |
| Europe (European Top 100 Singles)                          | 18              |
| Finland (Suomen virallinen lista)                          | 24              |
| Франція (SNEP)                                             | 13              |
| Нідерланди (Dutch Top 40)                                  | 18              |
| Нідерланди (Mega Single Top 100)                           | 19              |
| Норвегія (VG-lista)                                        | 3               |
| South Africa (Springbok Radio)                             | 7               |
| Spain (AFYVE)                                              | 14              |
| Швеція (Sverigetopplistan)                                 | 1               |
| Швейцарія (Media Control AG)                               | 3               |
| Велика Британія (UK Singles Chart)                         | 98              |
| US Billboard Hot 100                                       | 65              |
| US Dance Club Songs (Billboard)                            | 32              |
| Федеративна Республіка Німеччина (Чарти GfK Entertainment) | 4               |

| Чарт (2024)                 | Найвища позиція |
| --------------------------- | --------------- |
| Австрія (Ö3 Austria Top 75) | 42              |
| Global 200 (Billboard)      | 105             |
| Greece International (IFPI) | 96              |
| Lithuania (AGATA)           | 99              |
| Португалія (AFP)            | 179             |

## Сертифікації
| Регіон | Сертифікація | Продажі  |
| --- | ------------ | -------- |
| Данія (IFPI Denmark)                                                                                             | Золотий      | 45 000   |
| Німеччина (BVMI)                                                                                                 | Золотий      | 250 000^ |
| Італія (FIMI) | Платиновий   | 100 000  |
| Португалія (AFP)                                                                                                 | Платиновий   | 10 000   |
| Іспанія (PROMUSICAE)                                                                                             | Платиновий   | 60 000   |
| Велика Британія (BPI)                                                                                            | Золотий      | 400 000  |
| ^відвантаження, що базуються лише на сертифікаціях · продажі+прослуховування, що базуються лише на сертифікаціях |              |          |